# Пйотр Ян Нуровський
Пйо́тр Я́н Нуро́вський (пол. Piotr Jan Nurowski; 20 червня 1945 — 10 квітня 2010) — президент Олімпійського комітету Польщі (2005–2010).

## Біографія
Народився 20 червня 1945 року в Сандомирі, Польща. Вчився на юридичному факультеті Варшавського університету, закінчивши його 1967 року. Працював спортивним радіокоментатором польського радіо.
1972 року став віце-президентом Польської асоціації легкої атлетики, а через його було обрано президентом асоціації. На цій посаді він до 1976 року.
В часи соціалізму — член Польської об'єднаної робітничої партії.
Працював секретарем посольства Польщі в Москві (1981–1984), співробітник відділу країн Азії, Африки і Австралії в Міністерстві закордонних справ Польщі (1984–1986), радником посла в Марокко (1986–1991).
В лютому 2005 обраний президентом Польського олімпійського комітету.
Його брат Даніель Мартін Нуровський — польський політик.
Загинув в авіакатастрофі під Смоленськом 10 квітня 2010 року.